# Провић
Провић је насељено мјесто у Равним Котарима, у сјеверној Далмацији. Припада граду Бенковцу у Задарској жупанији, Република Хрватска.

## Географија
Налази се око 17 км југоисточно од Бенковца.

## Историја
Провић се од распада Југославије до августа 1995. године налазио у Републици Српској Крајини.

## Становништво
Прије грађанског рата у Хрватској, Провић је био национално мјешовито село; по попису из 1991. године, Провић је имао 226 становника, од чега 128 Срба, 97 Хрвата и 1 осталог. По попису становништва из 2001. године, Провић је имао 84 становника, већином Хрвата. Провић је према попису становништва из 2011. године имао 93 становника.
| Националност       | 1991. | 1981. | 1971. | 1961. |
| Срби               | 128   | 109   | 162   |       |
| Југословени        |       | 44    |       |       |
| Хрвати             | 97    | 122   | 159   |       |
| остали и непознато | 1     | 2     | 3     |       |
| Укупно             | 226   | 277   | 324   | '     |

| Демографија | Демографија | Демографија |
| Година      | Становника  | Становника  |
| ----------- | ----------- | ----------- |
| 1971.       | 324         |             |
| 1981.       | 277         |             |
| 1991.       | 226         |             |
| 2001.       | 84          |             |
| 2011.       |             | 93          |

## Попис 1991.
На попису становништва 1991. године, насељено место Провић је имало 226 становника, следећег националног састава:
| Попис 1991.‍ | Попис 1991.‍ | Попис 1991.‍ | Попис 1991.‍ | Попис 1991.‍ |
| ----------- | ----------- | ----------- | ----------- | ----------- |
|             |             |             |             |             |
| Срби        | Срби        |             | 128         | 56,63%      |
| Хрвати      | Хрвати      |             | 97          | 42,92%      |
| непознато   | непознато   |             | 1           | 0,44%       |
| укупно: 226 |             |             |             |             |

## Презимена
- Бљаић — Римокатолици
- Димлић — Римокатолици
- Иванишевић — Православци
- Кардум — Римокатолици
- Кларић — Римокатолици
- Кресовић — Православци
- Мрдаљ — Православци
- Перица — Римокатолици
- Шарић — Православци